# Boy Scouts de Manchukuo
Los Boy Scouts de Manchukuo (chino: 滿洲國童子團聯盟 Mǎnzhōuguó Tóngzǐ Tuán Liánméng) fue una asociación Scout de Manchukuo. Los militares japoneses se apoderaron de Manchuria en 1931, crearon el gobierno títere de Manchukuo en 1932 y lo controlaron hasta 1945. El gobierno de Manchukuo también estableció un escultismo al estilo japonés en las escuelas, que incluía entrenamiento paramilitar.
En febrero de 1937, Isamu Takeshita fue nombrado jefe de los Boy Scouts de Japón, los Sea Scouts (marinos) y la YMCA, como parte de la militarización general de los deportes y atletismo japoneses que tuvo lugar en ese momento. Las autoridades militares japonesas no alentaron constantemente el movimiento Scout en los territorios ocupados. Cuando las condiciones locales eran favorables, permitieron el movimiento Scout local o introducían el Movimiento Scout al estilo japonés, o Shōnendan, y a veces incluso lo obligaban. Por otro lado, donde las condiciones no eran favorables, y los sentimientos antijaponeses probablemente se cultivarían a través del escultismo, y las mismas autoridades lo prohibían en consecuencia.
Los líderes militares japoneses prohibieron el escultismo para los niños chinos en la China ocupada en 1937, sin embargo, alentaron el movimiento Scout al estilo japonés (少年團 Shōnendan) en Manchuria. En 1938, la membresía en la Concordia Shōnendan (協和 少年團) se hizo obligatoria para los jóvenes de entre 10 y 15 años. Con un estilo alternativo del Boys Corps de Manchukuo, la Organización de Boy Scouts de Manchuria y la Liga de Boy Scouts de Manchuria, los Scouts usaron el lema de los Scouts existentes de China, "智 、 勇 、 仁" (Sabiduría, Coraje, Benevolencia) y celebraron ceremonias de la corte de honor en los santuarios confucianos.

## Emblema

Bandera de los Boy Scouts de 1930: el diseño central tiene dos dragones que se cruzan en un patrón "x".

El emblema elaborado incorporó la bandera de Manchukuo, así como los dragones del cruce de la dinastía Qing Manchú en un patrón "x". Según el Documento de la Explicación de la Bandera Nacional emitido por el consejo estatal de Manchukuo el 24 de febrero de 1933, los colores de la bandera representaban las cuatro direcciones y el centro. El Estudio de la Bandera Nacional de Manchukuo publicado por el consejo estatal de Manchukuo más tarde también dio un representante basado en Wu Xing.
- El amarillo representaba el Centro, simboliza la regla del emperador de las cuatro direcciones y la virtud del Ren en el confucianismo, también la Tierra en los cinco elementos.
- El rojo representaba el Sur, simboliza la pasión y el coraje, también Fuego en los cinco elementos.
- El azul representaba el Este, simboliza la juventud y la santidad, también la madera en los cinco elementos.
- El blanco representaba a Occidente, simboliza la pureza y la justicia, también el oro en los cinco elementos.
- El negro representa el Norte, simboliza voluntad y determinación, también agua en los cinco elementos.[10]

Los colores también representaban a los cinco pueblos principales en Manchukuo:
- El amarillo representaba al pueblo manchú.
- El rojo representaba al pueblo japonés (Yamato)
- Azul representaba a los chinos han
- White representaba al pueblo mongol
- Negro representaba al pueblo coreano

## Escultismo ruso en China y Manchuria 1922–1947
Los Scouts rusos que huían del bolchevismo siguieron a los rusos blancos de 1917 a 1922 a través de Vladivostok, al este, a Manchuria y al sur, al centro de China, donde grupos muy grandes de Scouts rusos nacieron en ciudades como Harbin, Tientsin y Shanghái.